# Liste der Streitkräfte im Großen Nordischen Krieg
Die Liste der Streitkräfte im Großen Nordischen Krieg enthält alle Armeen und Marinen der kriegsbeteiligten Staaten im Krieg von 1700 bis 1721.

## Überblick über das Militärwesen in Nordeuropa um 1700
Das frühe 18. Jahrhundert war eine Zeit des militärischen Umbruchs. Alte Prinzipien, die im Kriegswesen des 17. Jahrhunderts üblich waren, wurden durch neue ersetzt, die bis zum Ende des Jahrhunderts Bestand hatten. Das Tempo dieser Entwicklung war ungleich verteilt. Die westlichen und nördlichen Staaten verfügten eher über die neuen Strukturen in ihrem Militärwesen als die östlichen Streitkräfte. Dadurch kam es zu Parallelstrukturen, in denen altes und neues Bestand hatte. So gab es um 1700 stehende Heere, die über eine feste Regimenterstruktur verfügten, als auch Aufgebote, die nur im Falle einer Ausschreibung mobilisiert wurden. Neben staatlichen Armeen gab es auch temporäre Heere unter Kommando von einzelnen Adligen, wie zum Beispiel in Polen und Litauen.
Vasallenstaaten oder nicht souveräne Fürstentümer wie die Staaten des Heiligen Römischen Reichs verfügten ebenso über eigene Streitkräfte. Die russischen Kosaken und tatarischen Armeen standen außerhalb der regulären russischen Heeresorganisation und verfügten über eigene Organisationsprinzipien und Kommandogewalt.
Auch technologisch gab es um 1700 einen Epochenwechsel. Aus den Armeen verschwanden zunehmend die Truppengattung der Pikeniere zugunsten der Bestückung der Musketen mit Bajonetten. Gleichzeitig erhöhte sich die Feuergeschwindigkeit der Infanterie durch die Einführung der leichteren Steinschlossgewehre und der Papierpatrone. Ebenso wurde die Besoldung reguliert, Training, Ausbildung und Drill weitgehend vereinheitlicht.
Das schwedische Heer genoss europaweit den Ruf, das beste zu sein. Schwedische Soldaten wurden aufgrund ihrer Angriffswucht von den anderen Armeen gefürchtet und respektiert. Die russische Armee wurde unter Peter I. grundlegend reformiert, wobei die Neuerungen um 1700 noch nicht abgeschlossen waren und alte Strukturen weiterhin präsent blieben, wie zum Beispiel die Truppengattung der Strelizen. Die Sächsische Armee repräsentierte den damaligen State of the art, wobei sie dies nicht militärisch in Siege umsetzen konnte. Die polnische Armee hatte viel von ihrem einstigen Ruhm eingebüßt und erlebte einen stetigen Verfall. Dies zeigte sich auch bei ihren kämpferischen Ergebnissen in den Schlachten. Die preußische Armee war durch ihren Einsatz im Spanischen Erbfolgekrieg und im Nordischen Krieg von 1674 bis 1679 kampferprobt und sieggewohnt. Ihr König Friedrich Wilhelm I. baute die Armee zur kampfstärksten Europas aus. Die mittelgroße kurhannoversche Armee befand sich ebenso regelmäßig im Feld und wurde an andere Kriegsstaaten vermietet.
Kosaken, Tataren und Kalmyken setzten vorwiegend auf die leichte Kavallerie und dem Kleinkampf, wodurch sie insbesondere für die Zivilbevölkerung zur ständigen Gefahrenquelle für Leib und Leben wurden.
Die dänische Kriegsmacht konzentrierte sich auf die Aufrechterhaltung einer starken Flotte, die der schwedischen in nichts nachstand. Beide Marinen waren für die zugrundeliegende Bevölkerungsgröße ausgesprochen groß. Die größten Linienschiffe beider Flotten waren für den Einsatz in der Ostsee eigentlich zu groß, da sie in küstennahen Gebieten, von denen es in der Ostsee sehr viele gibt, ständig drohten, auf Grund zu laufen. Zudem war bei beiden Seemächten die Bereitschaft für risikovolle Aktionen gering, da ein Verlust von einem oder mehreren Flaggschiffen gleichbedeutend mit dem Verlust der Kräfteparität in der Ostsee war. Die russische Ostseeflotte ihrerseits entsprang nach 1703 aus dem Nichts zu einer der größten Europas. So stark, dass englische Politiker den Verlust der maritimen Hoheit der Royal Navy an Russland befürchteten.

## Liste der Armeen
| Bild | Armee                                                                          | Zugehörigkeit                                  | Stärke | Einsätze | Seite                                                                                    |
| ---- | ------------------------------------------------------------------------------ | ---------------------------------------------- | --- | --- | ---------------------------------------------------------------------------------------- |
|      | Russische Armee                                                                | Russisches Zarentum                            | 1695: 120.000 Mann 1705: 121.000 Mann (reguläre Truppen)                                                     | Livländisch-Estnischer Kriegsschauplatz 1700–1710, Polnischer Kriegsschauplatz 1702–1706, Litauisch-Weißrussischer Kriegsschauplatz 1702–1706, Russlandfeldzug Karls XII. 1707–1709, Pruthfeldzug 1710–1711, Norddeutscher Kriegsschauplatz 1711–1713, Finnisch-Ingermanländischer Kriegsschauplatz 1702–1714 | Nordische Alliierte                                                                      |
|      | Kosakenheer                                                                    | Formell Vasallenarmee des Russischen Zarentums | 1709: 35.000 Mann                                                                                            | Livländisch-Estnischer Kriegsschauplatz 1700–1710, Polnischer Kriegsschauplatz 1702–1706, Litauisch-Weißrussischer Kriegsschauplatz 1702–1706, Russlandfeldzug Karls XII. 1707–1709, Norddeutscher Kriegsschauplatz 1711–1713, Finnisch-Ingermanländischer Kriegsschauplatz 1702–1714                         | Zarentum Russland, Abspaltung einer Fraktion von 1708 bis 1709 unter Iwan Masepa         |
|      | Armee des Kalmückischen Khanats                                                | Formell Vasall des Russischen Zarentums        | 1709: 10.000 Mann                                                                                            | Russlandfeldzug Karls XII. 1709 | Zarentum Russland                                                                        |
|      | Armee des Fürstentums Moldau                                                   | Formell Vasall des Osmanischen Reichs          | 1710: 5000 Mann                                                                                              | Pruthfeldzug 1710–1711 | Verbündeter Russlands im Russisch-Osmanischen Krieg (1710–1711)                          |
|      | Polnische Kronarmee                                                            | Polen-Litauen                                  | 1702: 18.140 Mann                                                                                            | Polnischer Kriegsschauplatz 1702–1706, Litauisch-Weißrussischer Kriegsschauplatz 1702–1706, Russlandfeldzug Karls XII. 1707–1709 | 1700–1706 Nordische Alliierte, 1706 bis 1709 Schweden, 1709 bis 1721 Nordische Alliierte |
|      | Armee des Großfürstentums Litauen                                              | Polen-Litauen                                  | 1717: 6200 Mann                                                                                              | Polnischer Kriegsschauplatz 1702–1706, Litauisch-Weißrussischer Kriegsschauplatz 1702–1706 | 1700–1706 Nordische Alliierte, 1706 bis 1709 Schweden, 1709 bis 1721 Nordische Alliierte |
|      | Armee der litauischen Adelsfraktion der Ogiński                                | Polen-Litauen                                  | | Litauisch-Weißrussischer Kriegsschauplatz 1702–1706 | Nordische Alliierte                                                                      |
|      | Armee der litauischen Adelsfraktion der Sapieha                                | Polen-Litauen                                  | | Litauisch-Weißrussischer Kriegsschauplatz 1702–1706 | Schweden                                                                                 |
|      | Armee der Konföderation von Sandomir                                           | Polen-Litauen                                  | 1709: 23.500 Mann                                                                                            | Polnischer Kriegsschauplatz 1702–1706 | Nordische Alliierte                                                                      |
|      | Armee der Konföderation von Warschau                                           | Polen-Litauen                                  | | Polnischer Kriegsschauplatz 1702–1706 | Schweden                                                                                 |
|      | Sächsische Armee                                                               | Kurfürstentum Sachsen                          | 1700: 18.000 Mann 1702: 27.000 Mann 1720: 30.000 Mann                                                        | Livländisch-Estnischer Kriegsschauplatz 1700–1710, Polnischer Kriegsschauplatz 1702–1706, Litauisch-Weißrussischer Kriegsschauplatz 1702–1706, Norddeutscher Kriegsschauplatz 1711–1715 | Nordische Alliierte                                                                      |
|      | Dänische Armee                                                                 | Dänemark                                       | 1700: 36.000 Mann                                                                                            | Norddeutscher Kriegsschauplatz 1711–1715, Schwedisch-Norwegischer Kriegsschauplatz 1710–1720 | Nordische Alliierte                                                                      |
|      | Armee der Grafschaft Oldenburg (Oldenburgische Regimenter der dänischen Armee) | Heiliges Römisches Reich                       | | Norddeutscher Kriegsschauplatz 1711–1715 | Dänemark                                                                                 |
|      | Preußische Armee                                                               | Preußen                                        | 1713: 38.000 Mann                                                                                            | Pommernfeldzug 1715/1716 | Nordische Alliierte seit 1715                                                            |
|      | Kurhannoversche Armee                                                          | Kurhannover                                    | 1714: 17.380 Mann                                                                                            | Norddeutscher Kriegsschauplatz | Nordische Alliierte seit 1715                                                            |
|      | Schwedische Armee                                                              | Schwedisches Reich                             | 1697: 65.000 Mann 1700: 76.000 Mann 1707: 115.000 Mann 1716: 40.000 Mann 1718: 60.000 Mann 1721: 45.000 Mann | An allen Kriegsfronten beteiligt | Schweden                                                                                 |
|      | Osmanische Armee                                                               | Osmanisches Reich                              | 1710: 200.000 Mann                                                                                           | Pruthfeldzug | Schweden                                                                                 |
|      | Armee des Khanat der Krim                                                      | Vasall des Osmanischen Reichs                  | | Pruthfeldzug | Osmanisches Reich                                                                        |
|      | Armee des Herzogtums Holstein-Gottorf                                          | Heiliges Römisches Reich                       | 1713: ca. 3000 Mann                                                                                          | Norddeutscher Kriegsschauplatz | Schweden                                                                                 |

## Liste der Flotten
| Streitkraft            | Zugehörigkeit                        | Einsätze               | Seite               |
| ---------------------- | ------------------------------------ | ---------------------- | ------------------- |
| Schwedische Marine     | Schweden                             | Ostsee                 | Schweden            |
| Russische Marine       | Russisches Zarentum                  | Ostsee                 | Nordische Alliierte |
| Dänische Marine        | Dänemark                             | Ostsee                 | Nordische Alliierte |
| Niederländische Marine | Republik der Vereinigten Niederlande | Ostsee 1700            | Schweden            |
| Royal Navy             | Königreich Großbritannien            | Ostsee 1700, 1718–1721 | Schweden            |